# Resolució 703 del Consell de Seguretat de les Nacions Unides
La Resolució 703 del Consell de Seguretat de les Nacions Unides, va ser aprovada sense sotmetre's a votació, el 9 d'agost de 1991,després d'examinar la sol·licitud dels Estats Federats de Micronèsia per ser membre de les Nacions Unides, el Consell va recomanar a la Assemblea General que Micronèsia fos admesa.
El 17 de setembre del mateix any, l'Assemblea General va acceptar als Estats Federats de Micronèsia en la resolució 46/2.